# زينيا سميتس
زينيا سميتس (بالألمانية: Xenia Smits) مواليد 22 أبريل 1994 في بلجيكا، هي لاعبة كرة يد ألمانية تلعب كظهير أيسر. مثلت منتخب ألمانيا لكرة اليد للسيدات.

## سجل المنافسة
شاركت في البطولات التالية:
- بطولة العالم لكرة اليد للسيدات 2015
- بطولة أوروبا لكرة اليد للسيدات 2014

## روابط خارجية
- زينيا سميتس على موقع الاتحاد الأوروبي لكرة اليد (الإنجليزية)